# Myrmica latra
Myrmica latra  (лат.) — вид мелких муравьёв рода Myrmica (подсемейство мирмицины) длиной около 4—5 мм.

## Распространение
Индия, Гималаи: Химачал-Прадеш, 2260—2740 м.

## Описание
Мелкие коричнево-чёрные муравьи (усики, ноги, жвалы и ноги светлее). Усики 12-члениковые (у самцов 13) с 5-члениковой булавой. Мандибулы самок с 6-7 зубцами. Длина головы самок 1,23 мм, ширина 1,08 мм. Длина груди самок 2,04 мм; длина скапуса усиков 0,9 мм. Стебелёк между грудкой и брюшком состоит из двух члеников: петиолюса и постпетиолюса (последний чётко отделен от брюшка), жало развито. Социальный паразит (рабочих особей нет), найден в гнёздах Myrmica aimonissabaudiae, расположенных под камнями, в низкотравье с редколесьем из сосен (Pinus) и кедра (Cedrus).

## Систематика
Этот вид был впервые описан индийскими мирмекологами Химендером Бхарти (Himender Bharti, Punjabi University, Patiala, Индия) и Сишалом Саси (Sishal Sasi) и их коллегой А. Г. Радченко (Museum and Institute of Zoology, Polish Academy of Sciences, Варшава, Польша) по самкам и самцам. Видовое название M. latra происходит от латинского слова latra(вор, грабитель). Это третий паразитический вид мирмик из Индийских Гималай после Myrmica ereptrix Bolton, 1988, но два последних вида мельче и светлее (красновато-коричневые) и с более широким петиолем и постпетиолем, у них острые расходящиеся шипы проподеума и Myrmica nefaria Bharti, 2012